# سوية (المكلا)

تعديل مصدري - تعديل

سوية هي إحدى قرى عزلة المكلا بمديرية المكلا التابعة لمحافظة حضرموت، بلغ تعداد سكانها 146 نسمة حسب تعداد اليمن لعام 2004.